# 卵形白甲鱼
卵形白甲鱼（学名：Onychostoma ovalis）为輻鰭魚綱鯉形目鲤科白甲鱼属的鱼类。分布于越南， 老挝和中国云南元江水系、珠江水系和乌江水系等，本魚體高、頭短且側扁，吻鈍，口下位，下頷前緣具角質，觸鬚2對，體被中圓鱗，體側鱗片具有黑色新月斑，側線完整，側線鱗46枚，尾鰭深分叉，背鰭末根不分枝鰭條變硬，後緣具鋸齒，體色青綠色，背部灰黑色，魚鰭淡黃色，體長可達34.4公分，體重可達1公斤。棲息在急流淺灘，以附著藻類為食，為經濟性食用魚，该物种的模式产地在越南。
它体长可达34.4公分。

## 亚种
- 卵形白甲鱼指名亚种（学名：Onychostoma ovalis ovalis），Pellegrin et Chevey于1936年命名，俗名三角鲮。分布于越南以及云南元江水系等。该物种的模式产地在越南。[3]
- 珠江卵形白甲鱼（学名：Onychostoma ovalis rhomboides），Tang于1892年命名，俗名帅鱼、扁勾、短头鲮、砧板鱼。在中国，分布于珠江水系和乌江水系等，主要生活于多在激流滩头处。该物种的模式产地在贵阳。[4]

## 扩展阅读
維基物種上的相關：卵形白甲鱼